# Redemption of a Rogue
Redemption of a Rogue (auch Redemption of a Rogue: A Blues Opera) ist eine Schwarze Komödie von Philip Doherty, die  im August 2021 in die irischen Kinos kam.

## Handlung
Jimmy Cullen ist in das Dorf Ballylough im Westen des County Cavan zurückgekehrt, um seinen im Sterben liegenden Vater zu besuchen. Gleichzeitig ist er auf der Suche nach Erlösung. Er will sich von der Schuld und Schande seiner Vergangenheit befreien und sich nach dem Tod seines Vaters ebenfalls von der Welt verabschieden. In einem Baumarkt sucht er ein geeignetes Seil, das bestmögliche für seinen Selbstmord.
Als Jimmys Vater seinen letzten Atemzug macht, fängt es plötzlich an zu donnern und zu regnen. In seinem Testament verlangt Jimmys Vater jedoch, nicht an einem regnerischen Tag bestattet zu werden. Dies gestaltet Jimmys geplanten Selbstmordversuch jedoch schwierig, da er erkennt, dass er sich in einer Zeitschleife, einem Fegefeuer befindet, das ihn nicht so einfach in den Tod gehen lässt. Aus Tagen werden Wochen, in denen er während eines nie enden wollenden Regens in Ballylough versucht, sich selbst das Leben zu nehmen. Als er die Bekanntschaft mit der Sängerin Masha macht, wird ihm klar, dass diese auf seinem Weg zur Erlösung eine entscheidende Rolle spielt.

## Produktion
Es handelt sich bei Redemption of a Rogue um das Spielfilmdebüt des preisgekrönten Dramatikers Philip Doherty, der als künstlerischer Leiter der in Cavan ansässigen Gonzo Theatre Company tätig ist und für die Comedy-Serie The Begrudgers verantwortlich zeichnete, die 2012 den StoryLand-Webdrama-Wettbewerb von RTÉ gewann. Doherty erzählt den Film in fünf Kapiteln.
Aaron Monaghan übernahm die Hauptrolle von Jimmy Cullen, Aisling O’Mara spielt die Sängerin Masha. Die Filmcrew wurde von Theaterschauspielern vor Ort unterstützt.
Die Filmmusik komponierte Robbie Perry. Neben dessen im Film verwendeten Musikstücken, meist Gitarre, sind Stücke von Künstlern, die aus Cavan stammen zu hören.
Der Film feierte am 11. Juli 2020 beim Galway Film Fleadh seine Premiere. Zu dieser Zeit wurde ein erster Trailer vorgestellt. Der Kinostart in Irland erfolgte am 17. August 2021, im Vereinigten Königreich am 1. Oktober 2021. Im Januar 2022 wurde er beim Palm Springs International Film Festival gezeigt.

## Rezeption

### Kritiken
Von den bei Rotten Tomatoes aufgeführten Kritiken sind alle positiv.
Davide Abbatescianni vom Online-Filmmagazin Cineuropa schreibt in seiner Kritik, im Allgemeinen spiegele diese Schwarze Komödie ein wenig die beunruhigende Atmosphäre der Filme der Coen-Brüder wider, sei in ihrer Einzigartigkeit, dem brillanten Schreiben, möglicherweise auch von Philip Dohertys früherer Theaterarbeit beeinflusst. Insgesamt sei das von Doherty erzielte Endergebnis wirklich lobenswert und werde ihm hoffentlich den Weg für seine zukünftigen Filmprojekte ebnen.

### Auszeichnungen
Galway Film Fleadh 2020
- Auszeichnung als Bester irischer Film (Philip Doherty)
- Auszeichnung als Bester irischer Erstlingsfilm (Philip Doherty)[11]

Irish Film and Television Awards 2022
- Nominierung für das Beste Drehbuch (Philip Doherty)
- Nominierung als Bester Hauptdarsteller (Aaron Monaghan)
- Nominierung für die Beste Kamera (Burschi Wojnar)[12]

Brussels International Fantastic Film Festival 2022
- Lobende Erwähnung im White Raven Competition[13]